# Cryptosphaeria ocellata
Cryptosphaeria ocellata är en svampart som först beskrevs av Elias Fries, och fick sitt nu gällande namn av Ces. & De Not. 1863. Cryptosphaeria ocellata ingår i släktet Cryptosphaeria och familjen Diatrypaceae.   Inga underarter finns listade i Catalogue of Life.